# Bianka Lamade
Bianka Lamade (ur. 30 sierpnia 1982 w Leonbergu) – niemiecka tenisistka, zwyciężczyni jednego turnieju WTA w grze pojedynczej, najwyżej sklasyfikowana na 59. miejscu w rankingu.
W latach 2001–2002 reprezentowała Niemcy w Fed Cup.

## Finały turniejów WTA
| Legenda                | Legenda |
| ---------------------- | ------- |
| Wielki Szlem           |         |
| Igrzyska olimpijskie   |         |
| WTA Tour Championships |         |
| 1988 – 2008            |         |
| Kategoria I            |         |
| Kategoria II           |         |
| Kategoria III          |         |
| Kategoria IV           |         |
| Kategoria V            |         |

### Gra pojedyncza
| Końcowy wynik | Nr | Data          | Turniej  | Nawierzchnia | Przeciwniczka   | Wynik finału  |
| ------------- | -- | ------------- | -------- | ------------ | --------------- | ------------- |
| Zwyciężczyni  | 1. | 17 lipca 2001 | Taszkent | Twarda       | Seda Noorlander | 6:3, 2:6, 6:2 |

### Gra podwójna
| Końcowy wynik | Nr | Data                 | Turniej          | Nawierzchnia | Partnerka         | Przeciwniczki                          | Wynik finału |
| ------------- | -- | -------------------- | ---------------- | ------------ | ----------------- | -------------------------------------- | ------------ |
| Finalistka    | 1. | 28 października 2001 | Luksemburg       | Twarda       | Patty Schnyder    | Jelena Bowina Daniela Hantuchová       | 3:6, 3:6     |
| Finalistka    | 2. | 22 lipca 2002        | ’s-Hertogenbosch | Trawiasta    | Magdalena Maleewa | Martina Müller Catherine Barclay-Reitz | 4:6, 5:7     |

## Wygrane turnieje rangi ITF
| turnieje z pulą nagród 100 000 $ |
| turnieje z pulą nagród 75 000 $  |
| turnieje z pulą nagród 50 000 $  |
| turnieje z pulą nagród 25 000 $  |
| turnieje z pulą nagród 15 000 $  |
| turnieje z pulą nagród 10 000 $  |

### Gra pojedyncza
|    | Data       | Turniej        | Kat. | ($)    | Naw.   | Finalistka         | Wynik         |
| 1. | 23/07/2000 | Le Touquet     | ITF  | 25 000 | ziemna | Salima Safar       | 7:5, 6:4      |
| 2. | 30/07/2000 | Les Contamines | ITF  | 25 000 | twarda | Dally Randriantefy | 6:2, 6:1      |
| 3. | 09/02/2003 | Midland        | ITF  | 75 000 | twarda | Laura Granville    | 6:3, 1:6, 6:4 |